# USS Santee (CVE-29)
USS Santee (ACV/CVE/CVHE-29) là một tàu sân bay hộ tống của Hải quân Hoa Kỳ trong Chiến tranh Thế giới thứ hai. Nguyên là một tàu chở dầu trước chiến tranh, nó được Hải quân trưng dụng để phục vụ tại Đại Tây Dương, rồi được cải biến thành một tàu sân bay hộ tống thuộc lớp Sangamon. Santee đã hoạt động tại Đại Tây Dương, Địa Trung Hải và Thái Bình Dương trong Thế Chiến II. Sau chiến tranh, nó được đưa về lực lượng dự bị, rồi được cho ngừng hoạt động vào năm 1947 và bị bán để tháo dỡ vào năm 1959.

## Chế tạo – Trưng dụng
Santee là một trong số 12 tàu chở dầu thuộc lớp Cimarron được chế tạo theo một thiết kế phối hợp giữa Hải quân và Ủy ban Hàng hải mà sau đó được lặp lại bởi kiểu T3-S2-A1. Ban đầu được đặt lườn như là chiếc Esso Seakay (số hiệu lườn 3 của Ủy ban Hàng hải) vào ngày 31 tháng 5 năm 1938 bởi hãng Sun Shipbuilding and Dry Dock Company tại Chester, Pennsylvania; nó được hạ thủy vào ngày 4 tháng 3 năm 1939, được đỡ đầu bởi Bà Charles Kurz; được bàn giao cho hãng Standard Oil tại New Jersey và hoạt động cùng công ty này tại bờ Tây Hoa Kỳ và lập một số kỷ lục về vận tải cho đến khi bị Hải quân Hoa Kỳ trưng dụng vào ngày 18 tháng 10 năm 1940. Nó được đổi tên thành USS Santee (AO-29); và được đưa ra hoạt động vào ngày 30 tháng 10 năm 1940 dưới quyền chỉ huy của Thuyền trưởng, Trung tá Hải quân William G. B. Hatch.

## Cải biến thành tàu sân bay hộ tống
Santee đã phục vụ vận tải nhiên liệu cho quân đội tại Đại Tây Dương, và vào lúc tình trạng trung lập của Hoa Kỳ kết thúc vào ngày 7 tháng 12 năm 1941, nó đang chở dầu đến một căn cứ không quân bí mật tại Argentia, Newfoundland. Đến mùa Xuân năm 1942, tại Xưởng hải quân Norfolk, Santee được cải biến thành một tàu sân bay hộ tống thuộc lớp Sangamon. Nó được phân loại thành một tàu sân bay phụ trợ với ký hiệu ACV-29 và được đưa ra hoạt động trở lại vào ngày 24 tháng 8 năm 1942 dưới quyền chỉ huy của Thuyền trưởng, Trung tá Hải quân William Sample. Công việc cải biến được tiến hành vội vã đến mức công nhân của xưởng tàu vẫn còn đang làm việc trên tàu vào lúc tiến hành chạy thử máy huấn luyện, và trên sàn tàu vẫn còn ngổn ngang vật dụng.

## Lịch sử hoạt động

### 1942
Sau khi công việc cải biến hoàn tất trên danh nghĩa vào ngày 8 tháng 9, Santee được điều về Lực lượng Đặc nhiệm 22, và chiếc máy bay đầu tiên hạ cánh trên sàn đáp của nó vào ngày 24 tháng 9. Sau chuyến đi chạy thử máy, Santee rời Bermuda vào ngày 25 tháng 10 hướng sang bờ biển Châu Phi. Trên đường đi vào ngày 30 tháng 10, một máy bay ném bom bổ nhào SBD Dauntless được phóng lên bằng máy phóng đã làm rơi một quả bom 325 lb (147 kg) trên sàn đáp. Nó lăn ra khỏi sàn tàu, rơi xuống biển và phát nổ sát bên mạn trái mũi tàu, làm rung chuyển cả con tàu, lấy đi một máy đo tầm xa và một bệ đèn pha, cũng như làm hư hại ăn-ten của radar.
Tuy vậy, Santee vẫn tiếp tục di chuyển cùng với Đội Đặc nhiệm 34.2. Vào ngày 7 tháng 11, chiếc tàu sân bay hộ tống cùng với các tàu khu trục Rodman và Emmons cùng tàu rải mìn Monadnock tách khỏi đội hình, và vào sáng hôm sau đã chiếm lấy vị trí ngoài khơi Safi, Maroc. Santee tung máy bay của nó ra tấn công đồng thời tiếp nhiên liệu cho các tàu chiến khác cho đến ngày 13 tháng 11, khi nó gia nhập trở lại Đội Đặc nhiệm 34.2 và quay trở về Bermuda. Đội đặc nhiệm rời đảo này vào ngày 22 tháng 11 và đã buông neo tại Hampton Roads, Virginia hai ngày sau đó.

### 1943
Sau khi được sửa chữa, Santee lên đường cùng với tàu khu trục Eberle vào ngày 26 tháng 12. Sang ngày 1 tháng 1 năm 1943, Santee thả neo tại Port of Spain, Trinidad. Hai ngày sau, cùng với các tàu khu trục Eberle và Livermore, nó hướng sang bờ biển Brasil. Sau khi đưa hành khách rời tàu tại Recife, nó lên đường gia nhập Đơn vị Đặc nhiệm 23.1.6 ngoài biển trong nhiệm vụ thắt chặt vòng vây các tàu buôn đối phương và củng cố các hoạt động hải quân tại Nam Đại Tây Dương.
Trong một tháng, máy bay của nó thực hiện các phi vụ chống tàu ngầm và tuần tra thông thường. Vào ngày 15 tháng 2, nó đi vào Recife, Brazil và ở lại cảng này cho đến ngày 21 tháng 2. Santee quay trở ra biển cho các hoạt động tương tự từ ngày 21 tháng 2 đến ngày 2 tháng 3 trước khi lại trở vào cảng Recife.
Đợt tuần tra tiếp theo bắt đầu vào ngày 4 tháng 3. Đến ngày 10 tháng 3, tàu tuần dương hạng nhẹ Savannah và tàu khu trục Eberle tiến hành điều tra một tàu hàng bị máy bay của Santee phát hiện đang mang tên Karin, một tàu buôn Hà Lan. Thực ra đây là một con tàu vượt phong tỏa của Đức Quốc xã, nguyên là chiếc Kota Tjandi của Hà Lan. Ngay trước khi một nhóm đổ bộ xuất phát từ Eberle cặp bên mạn, những quả bom hẹn giờ mạnh mẽ, vốn được cài đặt ngay trước khi các xuồng cứu sinh của Karin được thả xuống, đã phát nổ. Mười một thủy thủ trong nhóm đổ quân lên tàu bị thiệt mạng. Đến ngày 15 tháng 3, Santee lên đường quay về Norfolk, và thả neo tại Hampton Roads vào ngày 28 tháng 3.
Lại lên đường vào ngày 13 tháng 6, cùng các tàu khu trục Bainbridge, Overton và MacLeish, Santee đi đến Casablanca vào ngày 3 tháng 7. Bốn ngày sau, chiếc tàu sân bay hộ tống rời cảng cùng một đoàn tàu vận tải rỗng quay trở về nhà. Không có chiếc tàu ngầm nào bị phát hiện, nhưng một trong những chiếc TBF Avenger của nó gặp trục trặc buộc phải hạ cánh xuống Tây Ban Nha, và đội bay của nó bị bắt giữ. Đội đặc nhiệm nhỏ của Santee được lệnh tách khỏi đoàn tàu vận tải vào ngày 12 tháng 7 để hoạt động độc lập chống lại việc tập trung tàu ngầm Đức Quốc xã về phía Nam quần đảo Azore. Nó tiến hành các hoạt động chống tàu ngầm cho đến ngày 25 tháng 7, đã tấn công bảy chiếc U-boat trên mặt biển, và bị thiệt hại hai chiếc Dauntless.
Vào ngày 25 tháng 7, nó gia nhập một đoàn tàu vận tải đang đi về hướng Tây, về đến bờ biển Virginia vào ngày 6 tháng 8. Đến ngày 26 tháng 8, Santee cùng với Bainbridge và Greer lại hướng ra Đại Tây Dương; đi đến Bermuda hai ngày sau đó.
Santee thực hiện một chuyến đi vận tải khác từ Bermuda đến Casablanca và quay trở về Hampton Roads từ ngày 29 tháng 8 đến ngày 13 tháng 10. Vào ngày 25 tháng 10, nó rời khu vực Bờ Đông đi Casablanca, đến Basin Delpit vào ngày 13 tháng 11. Thường trực ngoài khơi Casablanca ngày hôm sau, nó gặp gỡ thiết giáp hạm Iowa đang đưa Tổng thống Franklin D. Roosevelt vào ngày 17 tháng 11. Sau khi bảo vệ trên không cho chiếc thiết giáp hạm và các tàu hộ tống trong nhiều ngày, Santee được lệnh đi đến vịnh Biscay, nơi nó tham gia việc tuần tra chống tàu ngầm cho đến cuối tháng 11.
Hoạt động như là Đội Đặc nhiệm 21.11, Santee cùng với ba tàu chiến khác tuần tra tại Bắc Đại Tây Dương trong các ngày 1-9 tháng 12. Lực lượng được giải tán sau khi về đến Xưởng hải quân Norfolk vào ngày 10 tháng 12, và Santee, không có các máy bay của nó, khởi hành từ Norfolk vào ngày 21 tháng 12 hướng đến New York cùng với thiết giáp hạm Texas|(BB-35)|Texas và nhiều tàu khu trục. Từ ngày 22 đến ngày 28 tháng 12 tại đảo Staten, chiếc tàu sân bay hộ tống chất đầy máy bay tiêm kích P-38 Lightning lên hầm chứa máy bay và sàn đáp của nó. Lên đường trong thành phần một đoàn tàu vận tải vào ngày 29 tháng 12, nó vượt ngang Bắc Đại Tây Dương mà không gặp sự cố, đến được Glasgow vào ngày 9 tháng 1 năm 1944.

### 1944
Chất dỡ số máy bay P-38, Santee rời Glasgow trong thành phần một đoàn tàu vận tải vào ngày 13 tháng 1 và quay trở về Norfolk vào ngày 24 tháng 1. Nó khởi hành từ Norfolk vào ngày 13 tháng 2 cùng với tàu khu trục hộ tống Tatum, đi qua kênh đào Panama vào ngày 18-19 tháng 2 và thả neo tại San Diego, California vào ngày 28 tháng 2. Tại đây, nó nhận lên tàu 300 nhân sự Hải quân và Thủy quân Lục chiến cùng 31 máy bay để chuyển giao đến Trân Châu Cảng. Nó cũng đưa lên tàu 24 máy bay F4F Wildcat và TBF Avenger như lực lượng không quân của chính nó. Rời vịnh San Diego vào ngày 2 tháng 3, Santee chất dỡ người và hàng hóa mà nó vận chuyển sau khi đến Trân Châu Cảng vào ngày 9 tháng 3.
Sangamon, Suwannee, Chenango và Santee, tất cả đều nguyên là những tàu chở dầu, rời Trân Châu Cảng cùng một đội tàu khu trục vào ngày 15 tháng 3 hướng về phía Nam. Mang tên Đội Tàu sân bay 22, chúng gia nhập lực lượng tàu sân bay nhanh thuộc Đệ Ngũ hạm đội vào ngày 27 tháng 3, rồi băng về phía Tây hướng đến Palau. Tại đây, máy bay của chúng đã bay tuần tra bên trên các tàu chở dầu mong manh trước khi đổi hướng đến Espiritu Santo thuộc quần đảo New Hebride vào ngày 4 tháng 4. Vào lúc này, giai đoạn kết thúc của Chiến dịch New Guinea, Santee được tiếp tế và tiếp nhiên liệu gần Espiritu Santo trong các ngày 7 đến ngày 10 tháng 4; rồi đi đến vịnh Purvis thuộc quần đảo Solomon vào ngày 13 tháng 4. Đội Tàu sân bay 22 gia nhập cùng Đội Tàu sân bay 24 và một hải đội khu trục vào ngày 16 tháng 4 lên đường đi New Guinea.
Máy bay thuộc đội của Santee đã giúp vào việc tiêu diệt 100 máy bay đối phương và phá hủy các sân bay trước cuộc đổ bộ, trước khi khởi hành đi đảo Manus thuộc quần đảo Admiralty vào ngày 24 tháng 4. Đi đến Seeadler Harbor ngày hôm sau, nó cùng các tàu chị em nhận nhiên liệu và thực phẩm; rồi lại lên đường vào ngày 26 tháng 4 đi đến Hollandia (ngày nay là Jayapura). Từ ngày 12 tháng 5 đến ngày 1 tháng 6, nó hoán đổi lực lượng không quân phối thuộc với 66 chiếc F4U Corsair và 15 chiếc F6F Hellcat cùng nhân sự của Liên đội Không quân 21 Thủy quân Lục chiến (MAG 21). Ngày 2 tháng 6, Đội Tàu sân bay 22 hướng lên phía Bắc đến đảo san hô Kwajalein thuộc quần đảo Marshall. Ngày 4 tháng 8, Santee đi đến Guam; 81 máy bay của Liên đội MAG 21 trở thành những máy bay đầu tiên hoạt động từ hòn đảo vừa mới được tái chiếm.
Sau các đợt thực tập huấn luyện và nhận lại lực lượng không quân phối thuộc cho nó tại Manus, Santee lên đường vào ngày 10 tháng 9 và gặp gỡ cùng Lực lượng Đặc nhiệm 77 gần đảo Mapia. Tại Morotai thuộc Molucca, những chiếc Avenger của nó đã ném bom các cơ sở trên bờ. Một máy bay bị mất do hỏa lực đối phương, nhưng bản thân Santee không gặp sự cố gì. Đến ngày 1 tháng 10, nó quay trở lại Seeadler Harbor. Lên đường từ Manus vào ngày 12 tháng 10, Santee cùng các tàu chiến khác đi đến vùng biển Philippines vào ngày 20 tháng 10. Xạ thủ phòng không của nó đã bắn rơi một máy bay đối phương trong một đợt không kích vào sáng hôm đó, và máy bay của nó bắn rơi thêm hai chiếc khác.
Lúc 07 giờ 36 phút ngày 25 tháng 10, Santee tung ra năm chiếc Avenger và tám chiếc Wildcat tấn công các đơn vị tàu nổi Nhật ở khoảng 120 mi (190 km) về phía Bắc. Đến 07 giờ 40 phút, một máy bay kamikaze mang theo một quả bom, ước tính khoảng 138 lb (63 kg), đã đâm vào sàn đáp và làm hư hại hầm chứa máy bay. Đến 07 giờ 56 phút, một quả ngư lôi phóng từ một tàu ngầm Nhật đã đánh trúng con tàu, làm ngập nước nhiều ngăn và khiến con tàu bị nghiêng 6°. Việc sửa chữa khẩn cấp hoàn tất lúc 09 giờ 35 phút.
Từ ngày 18 đến ngày 27 tháng 10, trong 377 phi vụ, máy bay của Santee đã bắn rơi 31 máy bay Nhật và đánh chìm một tàu chở đạn tải trọng 5.000 tấn Anh (5.100 t), cùng gây những hư hại khác cho đối phương bằng hỏa lực càn quét. Ngày 31 tháng 10, nó thả neo tại Seeadler Harbor để sửa chữa tạm thời. Khởi hành vào ngày 9 tháng 11, nó đi đến Trân Châu Cảng vào ngày 19 tháng 11, và sau khi được sửa chữa thêm, nó đón lên tàu 98 binh lính Thủy quân Lục chiến để đưa về lục địa Hoa Kỳ, và đi vào cảng Los Angeles vào ngày 5 tháng 12.

### 1945
Santee được sửa chữa những hư hại trong chiến đấu và đại tu tại khu vực bờ Tây. Sau khi chạy thử máy tại San Diego, chiếc tàu sân bay hộ tống lên đường đi Hawaii vào ngày 31 tháng 1 năm 1945, và đi đến Trân Châu Cảng vào ngày 8 tháng 2. Ngày 7 tháng 3, nó lên đường đi Ulithi thuộc phía Tây quần đảo Carolines, nhưng đang trên đường đi đã thay đổi lộ trình để tham gia vào việc tìm kiếm một chiếc B-24 Liberator bị mất tích lúc đang chuyên chở Trung tướng Lục quân Millard F. Harmon, trước khi thả neo vào ngày 19 tháng 3. Hai ngày sau Santee lên đường hướng đến vịnh Leyte. Ngày 27 tháng 3, Santee rời Philippines để hộ tống trên không cho các đội tàu vận tải đang hướng đến khu vực mục tiêu tại Okinawa Gunto, nhằm chuẩn bị cho cuộc tấn công chiếm đóng Okinawa Jima, chiến dịch phối hợp thủy-bộ lớn nhất tại Mặt trận Thái Bình Dương
Vào ngày chủ nhật Phục Sinh 1 tháng 4 năm 1945, Santee hỗ trợ trực tiếp cho lực lượng mặt đất Hoa Kỳ trong cuộc đổ bộ lên Okinawa, và nó tiếp tục nhiệm vụ này cho đến ngày 8 tháng 4, khi nó được điều sang trợ giúp các tàu sân bay Anh trong việc vô hiệu hóa các sân bay đối phương tại Sakishima Gunto. Trong 42 đêm liên tục, máy bay của Santee tấn công các mục tiêu trong biển Đông Trung Hoa, và quay lại nhiệm vụ hỗ trợ mặt đất tại Okinawa vào ban ngày. Ngày 16 tháng 6, Santee tung ra một đợt ném bom chiến đấu xuống các mục tiêu được chỉ định trên đảo Kyūshū, Nhật Bản.
Rời khỏi khu vực Okinawa trong ngày hôm đó, Santee đi đến vịnh Leyte vào ngày 19 tháng 6, nơi nó thực hiện các sửa chữa nhỏ. Lại lên đường vào ngày 1 tháng 7, nó hoạt động về phía Tây Okinawa từ ngày 5 đến ngày 14 tháng 7, hỗ trợ các hoạt động quét mìn. Vào ngày 7 tháng 7, móc hãm đã bị rơi ra khỏi một máy bay đang hạ cánh, khiến nó vượt qua mọi rào cản đâm vào những máy bay đang đậu, gây một đám cháy lớn. Bốn máy bay tiêm kích và hai máy bay ném ngư lôi phải được vứt xuống biển, sáu máy bay ném ngư lôi khác hư hỏng đến mức không thể sửa chữa, và một phi công trong số máy bay đang đậu đã thiệt mạng.
Santee được cho tách khỏi đơn vị đặc nhiệm vào ngày 15 tháng 7 để đi Guam, đến Apra Harbor bốn ngày sau đó. Sau khi được sửa chữa sàn đáp và bảo trì, nó lên đường vào ngày 5 tháng 8 hướng đến Saipan, trên đường đi đã tham gia đợt huấn luyện tàu sân bay cho các phi đội cất cánh từ đảo này. Thả neo tại Saipan vào ngày 9 tháng 8, nó lại khởi hành đi Philippines vào ngày 13 tháng 8. Trên đường đi, Santee nhận được tin tức về việc chấm dứt chiến sự với Nhật Bản vào ngày 15 tháng 8; nó đến vịnh San Pedro tại Leyte hai ngày sau đó.

### Sau chiến tranh
Ngày 4 tháng 9, đang trên đường đi đến Triều Tiên hỗ trợ cho lực lượng chiếm đóng tại đây, Santee được lệnh đổi hướng đến phía Bắc Đài Loan làm nhiệm vụ giải cứu tù binh chiến tranh. Ngày 5 tháng 9, chiếc tàu sân bay hộ tống nhận lên tàu 155 sĩ quan và binh lính Anh và Ấn Độ từ tàu khu trục hộ tống Kretchmer, vốn bị quân Nhật bắt giữ tại Malaya vào năm 1942. Họ được chăm sóc y tế và bố trí nghỉ ngơi tại hầm chứa máy bay. Ngày hôm sau, Santee tiếp đón thêm tổng cộng 322 sĩ quan và binh lính được chuyển từ các tàu khu trục hộ tống Finch và Brister, bao gồm 30 người của Lục quân và Hải quân Mỹ bị bắt tại Bataan và Corregidor cùng 10 sĩ quan và binh lính quân đội Hoàng gia Hà Lan bị bắt tại Java. Đến ngày 9 tháng 9, Santee tiễn 477 người được cứu thoát tại vịnh Manila.
Năm ngày sau, Santee khởi hành từ vịnh Manila đi Okinawa, đến vịnh Buckner vào ngày 19 tháng 9. Lại lên đường ngay ngày hôm sau, nó đi đến Wakanoura Wan thuộc đảo Honshū vào ngày 22 tháng 9. Từ ngày 24 đến ngày 26 tháng 9, nó di chuyển dọc theo bờ biển hỗ trợ trên không cho việc đổ bộ lực lượng chiếm đóng tại Wakayama. Santee rời Wakanoura Wan vào ngày 3 tháng 10, tách ra khỏi đội hình vào ngày 6 tháng 10 để truy tìm một tàu bay PBM Mariner đang chở Chuẩn Đô đốc William D. Sample, vị chỉ huy đầu tiên của Santee sau khi nó được cải biến thành tàu sân bay hộ tống.
Ngày 20 tháng 10, Santee khởi hành đi Okinawa, đến vịnh Buckner hai ngày sau đó. Đến ngày 23 tháng 10, nó lên đường đi Trân Châu Cảng với 375 hành khách trên tàu, đến nơi ngày 4 tháng 11. Ngày hôm sau, Santee tiếp nối vai trò trong hoạt động "Magic Carpet" khi đưa 18 nhân sự Thủy quân Lục chiến về vùng bờ Tây. Thả neo tại San Diego vào ngày 11 tháng 11, nó ở lại đây cho đến ngày 26 tháng 11 trước khi lên đường đi Guam cho một chuyến "Magic Carpet" khác.
Ngày 27 tháng 2 năm 1946, Santee rời San Diego, băng qua kênh đào Panama và đi đến Boston vào ngày 25 tháng 3. Chiếc tàu sân bay hộ tống được đưa về lực lượng dự bị vào ngày 21 tháng 10. Santee được xếp lại lớp vào ngày 12 tháng 6 năm 1955 như một tàu sân bay trực thăng hộ tống với ký hiệu lườn CVHE-29, rồi được rút khỏi danh sách Đăng bạ Hải quân vào ngày 1 tháng 3 năm 1959. Đến ngày 5 tháng 12 cùng năm đó, nó được bán cho hãng Master Metals Company để tháo dỡ.

## Phần thưởng
Santee được tặng thưởng chín Ngôi sao Chiến đấu do thành tích hoạt động trong Thế Chiến II.